# لودفيغ شوستر
لودفيغ شوستر (بالألمانية: Ludwig Schuster)‏ (30 مارس 1951 في ألمانيا - ) هو لاعب كرة قدم ألماني في مركز الوسط. لعب مع بايرن ميونخ وفورتونا كولن ونادي بيل-بيين ونادي ساربروكن ونادي نورنبرغ وFC Bayern Hof ‏ وSpVgg Bayern Hof ‏.

## وصلات خارجية
- لودفيغ شوستر على موقع الاتحاد الأوربي (الإنجليزية)
- لودفيغ شوستر على موقع قاعدة بيانات كرة القدم.إي يو (الإنجليزية)
- لودفيغ شوستر على موقع بيانات كرة القدم. دي إي (الألمانية)
- لودفيغ شوستر على موقع عالم كرة القدم.نت (الإنجليزية)